# تاكايوكي توميت
تاكايوكي توميت (باليابانية: 豊満 貴之) (2 أبريل 1987 في كاغوشيما في اليابان – )؛ هو لاعب كرة قدم سابق كان يلعب كلاعب وسط.

## وصلات خارجية
- تاكايوكي توميت على موقع قاعدة بيانات كرة القدم.إي يو (الإنجليزية)
- تاكايوكي توميت على موقع عالم كرة القدم.نت (الإنجليزية)